# Algo alrededor de tu cuello
Algo alrededor de tu cuello (en inglés: The Thing Around Your Neck) es una colección de cuentos de la autora nigeriana Chimamanda Ngozi Adichie, publicada por primera vez en abril de 2009 por Fourth Estate en el Reino Unido y por Knopf en los Estados Unidos. 

## Contenido
Se trata de una colección de 12 cuentos cortos, centrados principalmente en las vidas y experiencias de mujeres nigerianas atrapadas en la violencia política o religiosa, que enfrentan el desplazamiento, la soledad y la decepción en sus nuevas vidas o sus nuevos matrimonios, y que sobreviven a la tragedia.
- Celda uno (publicado por primera vez en The New Yorker), en la que un hermano mimado e hijo de un profesor es enviado a una prisión nigeriana y termina en la infame Celda uno.[3]
- De imitación (publicado por primera vez en Other Voices) está ambientada en Filadelfia y trata sobre Nkem, una madre joven cuyo marido comerciante de arte la visita sólo dos meses al año. Ella descubre que su amante se ha mudado a su casa de Lagos.
- Una experiencia privada (publicado por primera vez en Virginia Quarterly Review), en la que dos mujeres atrapadas en un motín entre cristianos y musulmanes se refugian en una tienda abandonada. Esta historia resalta la amabilidad y la paz entre dos mujeres de diferentes religiones y destaca que, independientemente de las creencias religiosas de alguien o su origen étnico, todos somos, en última instancia, humanos. Se cuenta en tercera persona para que los lectores estén en una posición omnisciente para comprender esta idea.[4]
- Fantasmas (publicado por primera vez en Zoetrope: All-Story), en el que un profesor universitario jubilado repasa su vida.
- El lunes de la semana anterior (publicado por primera vez en Granta 98: The Deep End), en la que Kamara, una mujer nigeriana que se ha unido a su marido en Estados Unidos, acepta un trabajo como niñera para una familia de clase alta y se obsesiona con la madre.[5]
- Jumping Monkey Hill (publicado por primera vez en Granta 95: Loved Ones) es la historia más autobiográfica. Ambientada en Ciudad del Cabo, en un retiro de escritores donde se reúnen autores de toda África, narra los conflictos que vive el joven narrador nigeriano.[6]
- Algo alrededor de tu cuello (publicado por primera vez en Prospect 99), en la que una mujer llamada Akunna obtiene una codiciada visa estadounidense y se va a vivir con su tío; sin embargo, él abusa de ella y ella termina trabajando como camarera en Connecticut. Conoce a un hombre del que se enamora, pero en el camino experimenta dificultades culturales con él.[7]
- La embajada de Estados Unidos (publicado por primera vez en PRISM internacional), en la que una mujer solicita asilo pero termina abandonando el lugar, al no estar dispuesta a describir el asesinato de su hijo a cambio de una visa.
- El temblor, ambientada en el campus de la Universidad de Princeton, trata de una mujer nigeriana católica, cuyo novio la ha abandonado, que encuentra consuelo en las fervientes oraciones de un extraño que llama a su puerta.
- Los concertadores de bodas (publicado por primera vez como "New Husband" en Iowa Review), en la que una esposa recién casada llega a Nueva York con su marido y descubre que no puede aceptar su rechazo a su identidad nigeriana.[8]
- El mañana está demasiado lejos (publicado por primera vez en Prospect 118), en el que una joven revela el devastador secreto de la muerte de su hermano.[9]
- La historiadora obstinada (publicado por primera vez en The New Yorker) cubre la historia de vida de una mujer llamada Nwangba, que cree que su marido fue asesinado por sus primos y está decidida a recuperar la herencia para su hijo a través de su educación por parte de misioneros. Aunque su hijo no realizó lo que ella esperaba, su nieta logró recuperarlo, destacando la importancia de aferrarse al pasado y al propio origen para prosperar en el futuro.[10]

## Temas
Los análisis feministas de La historiadora obstinada interpretan el cuento como una revisión de la novela Todo se desmorona de Chinua Achebe de 1958, ofreciendo una perspectiva feminista sobre la comunidad igbo del sur de Nigeria y su experiencia con el colonialismo occidental. Chikwenye Okonjo Ogunyemi critica la literatura nigeriana por excluir a las mujeres. Elleke Boehmer, contemporánea de Adichie, elogia La historiadora obstinada por su agenda feminista, que se identifica como una extensión de Todo se desmorona de Achebe y un desafío a su relato de la historia igbo.
La académica feminista contemporánea Anene Ejikeme señala que, desde su publicación en publicaciones occidentales, Todo se desmorona ha sido celebrado como el relato auténtico de la experiencia igbo de finales del siglo XIX durante la era colonial. Neil ten Kortenaar define a Achebe como un "historiador de Igboland". Si bien se ha argumentado esto, Achebe sostiene que "las historias del mundo deben contarse desde muchas perspectivas diferentes". Ejikeme dice que Adichie "nos obliga a reconocer que no existe una "historia única" del pasado Igbo" al revisar el relato de Achebe y reclamar un espacio para las mujeres Igbo. "El peligro de una sola historia" es una de las charlas TED de Adichie.
Adichie afirma que escribió La historiadora obstinada con la intención de "imaginar la vida de [su] bisabuela" tras leer por primera vez Todo se desmorona, que interpretó como una representación de la vida de su "bisabuelo". En respuesta a esta revisión de género, Anene Ejikeme dice que si bien La historiadora obstinada escribe con el trabajo canónico de Achebe, decir que La historiadora obstinada completa Todo se desmorona es excluir la posibilidad de que los africanos cuenten múltiples historias sobre el pasado igbo". Mientras Ejikeme sostiene que Adichie desafía la autoridad canónica de Achebe, Brian Doherty sostiene que la feminización que hace Adichie de la experiencia colonial igbo no es exclusivamente crítica. Doherty dice que la revisión feminista de Adichie no reimagina perspectivas mal representadas en el texto de Achebe, sino perspectivas subrepresentadas, lo que actúa como "una lente correctiva a la visión miope de un anciano venerado" de la historia Igbo.
Kamene Okonjo presenta una lectura feminista de La historiadora obstinada, que dice que Adichie establece la historicidad de su narrativa al invocar el contexto colonial de Achebe y representar el sistema dual de sexos Igbo. En su libro Women in Africa, Okonjo detalla cómo los sistemas duales de sexo en la época igboland precolonial otorgaban a las mujeres mayor autoridad que el sistema occidental de un solo sexo. Los trabajos de investigación de Nkiru Nzegwu e Ifi Amadiume también abordan la agencia colectiva de las mujeres igbo.  En La historiadora obstinada, Nwamgba recibe apoyo del Consejo de Mujeres cuando los primos de su difunto esposo roban su propiedad y, como resultado, varias mujeres "se sientan sobre" los primos.  Una crítica a Todo se desmorona de Achebe se centra en la representación de las mujeres como personas impotentes en el sistema tribal Igbo, más allá de la realización de ceremonias matrimoniales. Judith Van Allen señala que los primeros estudios etnográficos de las comunidades Igbo comentan la Guerra de las Mujeres de 1929 en el sudeste de Nigeria, una protesta en la que las mujeres Igbo desafiaron las políticas del gobierno colonial. La lectura feminista de Rhonda Cobham dice que si bien Achebe menciona el Consejo de Mujeres, no establece su agencia cívica, que vio a las mujeres intervenir en disputas comunitarias " sentándose" sobre los hombres, avergonzándolos así públicamente. Cobhman dice que Adichie ubica las protestas de Nwamgba ante el Consejo de Mujeres en un contexto histórico que contradice la representación de Achebe de las mujeres Igbo oprimidas.
En su juventud, Nwamgba derrota a su hermano en un combate de lucha libre. Daria Tunca considera que esto es una inversión de la masculinidad de Okonkwo, que obtuvo como resultado de su propia victoria en la lucha libre. Tunca dice que Adichie redefine aún más el ideal de masculinidad en Todo se desmorona al presentar a Obierika como flautista, lo que se describe en el texto de Achebe como una característica "poco varonil". Tunca también dice que el Okonkwo de Achebe se coloca en los márgenes de la narración de Adichie: su nombre se menciona dos veces, ambas en referencia a su hija. Por el contrario, Tunca también sostiene que aunque Nwamgba "derribó a su hermano", su padre advierte "a todos que no dejen que la noticia salga del recinto", en cumplimiento de las jerarquías normativas de género.
Adichie comenta sobre la marginación de las mujeres en Todo se desmorona, afirmando que es «imposible, especialmente para el lector contemporáneo, no quedar impresionado por la representación del género en Todo se desmorona y la equiparación de la debilidad y la incapacidad con la feminidad». Adichie también defiende el texto e identifica la representación que hace Achebe de la testaruda hija de Okonkwo como un interrogatorio al patriarcado. Susan Z. Andrade identifica a Adichie como escritora junto con Achebe, pero desde una perspectiva de género: Andrade señala que La historiadora obstinada cuenta la misma narrativa histórica, detallando la vida igbo desde la perspectiva del protagonista y la experiencia de la tierra igbo bajo el dominio colonial. Sin embargo, dentro de este mismo contexto cultural, se cuenta una historia diferente: el relato de Adichie trae a una mujer de la periferia del texto de Achebe al centro.
La cronología de La historiadora obstinada se extiende más allá de la muerte de Nwamgba e imagina el futuro de una mujer igbo de tercera generación. En su lecho de muerte, Nwamgba recibe la visita de su nieta Grace. Junto a la cama de Nwangba, Grace deja "su mochila escolar, dentro de la cual estaba su libro de texto con un capítulo titulado "La pacificación de las tribus primitivas del sur de Nigeria", escrito por un administrador de Worcestershire que había vivido entre ellas".  Susan VanZanten identifica esto como una alusión intertextual directa a Todo se desmorona de Achebe, donde el Comisionado del distrito local contempla narrar la vida de Okonkwo en un capítulo de su libro sobre "The Pacification of the Primitive Tribes of Southern Nigeria (La pacificación de las tribus primitivas del Bajo Níger). VanZanten dice que este único capítulo recuerda la visión reduccionista que tenía el Comisionado de distrito sobre África. VanZanten considera que esta noción está subvertida en La historiadora obstinada, en el que el libro del colonizador se ha convertido en un solo capítulo en el libro de texto de Grace. Décadas más tarde, Grace se convierte en historiadora y publica un libro llamado Pacifying with Bullets: A Reclaimed History of Southern Nigeria (Pacificando con balas: Una historia recuperada del sur de Nigeria). Tunca dice que Grace, y por extensión Adichie, revisan la historia nigeriana tal como la imaginaron los escritores occidentales: el artículo indefinido en A Reclaimed History "sugiere que su visión es solo una entre otras". El análisis de Tunca dice que Grace reconoce lo que la propia Adichie menciona en su charla TED de 2009, "el peligro de una sola historia" al representar la historia de un pueblo entero.
En su charla TED, Adichie detalla cómo un lector creyó que el padre abusivo de Purple Hibiscus representaba a todos los hombres africanos: Adichie señala que «La historia única crea estereotipos. Y el problema con los estereotipos no es que sean falsos, sino que son incompletos. Hacen que una historia se convierta en la única historia». La futura Grace enseña en una escuela Igbo y ofrece seminarios sobre la historia del sur de Nigeria después de enterarse de que un historiador nigeriano educado en Occidente renunció al enterarse de que la historia africana se agregaría al programa de estudios de la universidad. Años después, Grace regresa a Nigeria y cambia su nombre a Afamefuna, el nombre igbo que Nwamgba le había dado, que significa "Mi nombre no se perderá". Michael L. Ross dice que este gesto revisionista le permite a Grace reestructurar y recuperar su identidad comunitaria Igbo. Daria Tunca y Bénédicte Ledent dicen que, como historiadoras igbo de tercera generación, tanto Grace como Adichie complementan el relato histórico de Achebe sobre la historia igbo al destacar "el peligro de una sola historia" y brindar una perspectiva feminista del pasado igbo registrada de manera más auténtica.

## Recepción
The Thing Around Your Neck fue en general bien recibido tras su lanzamiento. Culture Critic evaluó la respuesta crítica con una puntuación agregada del 81% basándose en las reseñas de la prensa británica. En el número de septiembre/octubre de 2009 de Bookmarks, una revista que recopila reseñas de libros realizadas por críticos, el libro recibió una  (4,00 sobre 5) con el resumen que dice: "Algunas quejas menores incluyeron personajes estadounidenses poco convincentes y algunos finales incómodos, pero todos los críticos reconocieron a Adichie como una narradora consumada cuyo estudio cuidadoso de su tierra natal ilumina su extranjería, así como las similitudes entre todos nosotros". 
Jane Shilling del Daily Telegraph comentó: «Hace que contar historias parezca tan fácil como el canto de los pájaros». «Impresionante. Como todos los buenos narradores, nos deja con ganas de más» (The Times).

### Reseñas
- Jane Shilling, "The Thing Around Your Neck by Chimamanda Ngozi Adichie: Review", Daily Telegraph.
- Jess Row, "African/American", The New York Times.
- Aminatta Forna, "Endurance tests", The Guardian.

- Datos: Q7768727